# Grand Prix Formule 1 van Nederland 2021
De Grand Prix Formule 1 van Nederland 2021 werd verreden op 5 september op het Circuit Zandvoort. Het was de dertiende race van het seizoen. De Grand Prix van Nederland keerde na een afwezigheid van 36 jaar terug op de kalender van de Formule 1.

## Vrije trainingen
Kimi Räikkönen (Alfa Romeo) reed de eerste en tweede vrije training op vrijdag maar werd zaterdagmorgen positief getest op corona. Hij werd vanaf de derde vrije training vervangen door Robert Kubica.

### Uitslagen
- Enkel de top vijf wordt weergegeven.

| Vrije training 1 | Pos. | Nr. | Coureur          | Constructeur   | Tijd     |
| ---------------- | ---- | --- | ---------------- | -------------- | -------- |
| Vrije training 1 | 1    | 44  | Lewis Hamilton   | Mercedes       | 1:11.500 |
| Vrije training 1 | 2    | 33  | Max Verstappen   | Red Bull-Honda | 1:11.597 |
| Vrije training 1 | 3    | 55  | Carlos Sainz jr. | Ferrari        | 1:11.601 |
| Vrije training 1 | 4    | 16  | Charles Leclerc  | Ferrari        | 1:11.623 |
| Vrije training 1 | 5    | 77  | Valtteri Bottas  | Mercedes       | 1:11.738 |
| Vrije training 2 | Pos. | Nr. | Coureur          | Constructeur   | Tijd     |
| Vrije training 2 | 1    | 16  | Charles Leclerc  | Ferrari        | 1:10.902 |
| Vrije training 2 | 2    | 55  | Carlos Sainz jr. | Ferrari        | 1:11.056 |
| Vrije training 2 | 3    | 31  | Esteban Ocon     | Alpine-Renault | 1:11.074 |
| Vrije training 2 | 4    | 77  | Valtteri Bottas  | Mercedes       | 1:11.132 |
| Vrije training 2 | 5    | 33  | Max Verstappen   | Red Bull-Honda | 1:11.264 |
| Vrije training 3 | Pos. | Nr. | Coureur          | Constructeur   | Tijd     |
| Vrije training 3 | 1    | 33  | Max Verstappen   | Red Bull-Honda | 1:09.623 |
| Vrije training 3 | 2    | 77  | Valtteri Bottas  | Mercedes       | 1:10.179 |
| Vrije training 3 | 3    | 44  | Lewis Hamilton   | Mercedes       | 1:10.417 |
| Vrije training 3 | 4    | 11  | Sergio Pérez     | Red Bull-Honda | 1:10.526 |
| Vrije training 3 | 5    | 14  | Fernando Alonso  | Alpine-Renault | 1:10.670 |

## Kwalificatie
Max Verstappen behaalde de tiende pole position in zijn carrière.
| Pos.                   | Nr. | Coureur            | Constructeur          | Kwalificatietijden | Kwalificatietijden | Kwalificatietijden | Grid |
| Pos.                   | Nr. | Coureur            | Constructeur          | Q1                 | Q2                 | Q3                 | Grid |
| ---------------------- | --- | ------------------ | --------------------- | ------------------ | ------------------ | ------------------ | ---- |
| 1                      | 33  | Max Verstappen     | Red Bull-Honda        | 1:10.036           | 1:09.071           | 1:08.885           | 1    |
| 2                      | 44  | Lewis Hamilton     | Mercedes              | 1:10.114           | 1:09.726           | 1:08.923           | 2    |
| 3                      | 77  | Valtteri Bottas    | Mercedes              | 1:10.219           | 1:09.769           | 1:09.222           | 3    |
| 4                      | 10  | Pierre Gasly       | AlphaTauri-Honda      | 1:10.274           | 1:09.541           | 1:09.478           | 4    |
| 5                      | 16  | Charles Leclerc    | Ferrari               | 1:09.829           | 1:09.437           | 1:09.527           | 5    |
| 6                      | 55  | Carlos Sainz jr.   | Ferrari               | 1:10.022           | 1:09.870           | 1:09.537           | 6    |
| 7                      | 99  | Antonio Giovinazzi | Alfa Romeo-Ferrari    | 1:10.050           | 1:10.033           | 1:09.590           | 7    |
| 8                      | 31  | Esteban Ocon       | Alpine-Renault        | 1:10.179           | 1:09.919           | 1:09.933           | 8    |
| 9                      | 14  | Fernando Alonso    | Alpine-Renault        | 1:10.435           | 1:10.020           | 1:09.956           | 9    |
| 10                     | 3   | Daniel Ricciardo   | McLaren-Mercedes      | 1:10.255           | 1:09.865           | 1:10.166           | 10   |
| 11                     | 63  | George Russell     | Williams-Mercedes     | 1:10.382           | 1:10.332           |                    | 11   |
| 12                     | 18  | Lance Stroll       | Aston Martin-Mercedes | 1:10.438           | 1:10.367           |                    | 12   |
| 13                     | 4   | Lando Norris       | McLaren-Mercedes      | 1:10.489           | 1:10.406           |                    | 13   |
| 14                     | 6   | Nicholas Latifi    | Williams-Mercedes     | 1:10.093           | 1:11.161           |                    | Pit* |
| 15                     | 22  | Yuki Tsunoda       | AlphaTauri-Honda      | 1:10.462           | 1:11.314           |                    | 14   |
| 16                     | 11  | Sergio Pérez       | Red Bull-Honda        | 1:10.530           |                    |                    | Pit* |
| 17                     | 5   | Sebastian Vettel   | Aston Martin-Mercedes | 1:10.731           |                    |                    | 15   |
| 18                     | 88  | Robert Kubica      | Alfa Romeo-Ferrari    | 1:11.301           |                    |                    | 16   |
| 19                     | 47  | Mick Schumacher    | Haas-Ferrari          | 1:11.387           |                    |                    | 17   |
| 20                     | 9   | Nikita Mazepin     | Haas-Ferrari          | 1:11.875           |                    |                    | 18   |
| Q1 107% tijd: 1:14.717 |     |                    |                       |                    |                    |                    |      |

* Nicholas Latifi en Sergio Pérez startten beiden vanuit de pitstraat vanwege een versnellingsbakwissel bij Latifi en een motorwissel bij Pérez.

## Wedstrijd
Max Verstappen behaalde de zeventiende Grand Prix-overwinning in zijn carrière.
| Pos.               | Nr. | Coureur            | Constructeur          | Rondes | Tijd / Oorzaak uitval | Grid | Punten |
| ------------------ | --- | ------------------ | --------------------- | ------ | --------------------- | ---- | ------ |
| 1                  | 33  | Max Verstappen     | Red Bull-Honda        | 72     | 1:30:05.395           | 1    | 25     |
| 2                  | 44  | Lewis Hamilton     | Mercedes              | 72     | +20.932               | 2    | 19S    |
| 3                  | 77  | Valtteri Bottas    | Mercedes              | 72     | +56.460               | 3    | 15     |
| 4                  | 10  | Pierre Gasly       | AlphaTauri-Honda      | 71     | +1 ronde              | 4    | 12     |
| 5                  | 16  | Charles Leclerc    | Ferrari               | 71     | +1 ronde              | 5    | 10     |
| 6                  | 14  | Fernando Alonso    | Alpine-Renault        | 71     | +1 ronde              | 9    | 8      |
| 7                  | 55  | Carlos Sainz jr.   | Ferrari               | 71     | +1 ronde              | 6    | 6      |
| 8                  | 11  | Sergio Pérez       | Red Bull-Honda        | 71     | +1 ronde              | Pit  | 4      |
| 9                  | 31  | Esteban Ocon       | Alpine-Renault        | 71     | +1 ronde              | 8    | 2      |
| 10                 | 4   | Lando Norris       | McLaren-Mercedes      | 71     | +1 ronde              | 13   | 1      |
| 11                 | 3   | Daniel Ricciardo   | McLaren-Mercedes      | 71     | +1 ronde              | 10   |        |
| 12                 | 18  | Lance Stroll       | Aston Martin-Mercedes | 70     | +2 rondes             | 12   |        |
| 13                 | 5   | Sebastian Vettel   | Aston Martin-Mercedes | 70     | +2 rondes             | 15   |        |
| 14                 | 99  | Antonio Giovinazzi | Alfa Romeo-Ferrari    | 70     | +2 rondes             | 7    |        |
| 15                 | 88  | Robert Kubica      | Alfa Romeo-Ferrari    | 70     | +2 rondes             | 16   |        |
| 16                 | 6   | Nicholas Latifi    | Williams-Mercedes     | 70     | +2 rondes             | Pit  |        |
| 17 †               | 63  | George Russell     | Williams-Mercedes     | 69     | Versnellingsbak       | 11   |        |
| 18                 | 47  | Mick Schumacher    | Haas-Ferrari          | 69     | +3 rondes             | 17   |        |
| DNF                | 22  | Yuki Tsunoda       | AlphaTauri-Honda      | 48     | Krachtbron            | 14   |        |
| DNF                | 9   | Nikita Mazepin     | Haas-Ferrari          | 41     | Hydrauliek            | 18   |        |
| Bron: formula1.com |     |                    |                       |        |                       |      |        |

S Lewis Hamilton behaalde een extra punt voor het rijden van de snelste ronde.

† George Russell haalde de finish niet maar werd wel geklasseerd aangezien hij meer dan 90% van de raceafstand had afgelegd.

## Tussenstanden wereldkampioenschap
Betreft tussenstanden voor het wereldkampioenschap na afloop van de race.

### Coureurs
| Pos. | Nr. | Coureur          | Constructeur     | Punten |
| ---- | --- | ---------------- | ---------------- | ------ |
| 1    | 33  | Max Verstappen   | Red Bull-Honda   | 224½   |
| 2    | 44  | Lewis Hamilton   | Mercedes         | 221½   |
| 3    | 77  | Valtteri Bottas  | Mercedes         | 123    |
| 4    | 4   | Lando Norris     | McLaren-Mercedes | 114    |
| 5    | 11  | Sergio Pérez     | Red Bull-Honda   | 108    |
| 6    | 16  | Charles Leclerc  | Ferrari          | 92     |
| 7    | 55  | Carlos Sainz jr. | Ferrari          | 89½    |
| 8    | 10  | Pierre Gasly     | AlphaTauri-Honda | 66     |
| 9    | 3   | Daniel Ricciardo | McLaren-Mercedes | 56     |
| 10   | 14  | Fernando Alonso  | Alpine-Renault   | 46     |

### Constructeurs
| Pos. | Constructeur          | Punten |
| ---- | --------------------- | ------ |
| 1    | Mercedes              | 344½   |
| 2    | Red Bull-Honda        | 332½   |
| 3    | Ferrari               | 181½   |
| 4    | McLaren-Mercedes      | 170    |
| 5    | Alpine-Renault        | 90     |
| 6    | AlphaTauri-Honda      | 84     |
| 7    | Aston Martin-Mercedes | 53     |
| 8    | Williams-Mercedes     | 20     |
| 9    | Alfa Romeo-Ferrari    | 3      |
| 10   | Haas-Ferrari          | 0      |